# Jordan Opoku
Jordan Opoku (Mampona Twifu, 8 ottobre 1982) è un ex calciatore ghanese, di ruolo centrocampista.

## Palmarès

### Club

#### Competizioni nazionali
- Campionato ghanese: 1

Asante Kotoko: 2013-2014